# Sigge Winther Nielsen
Sigge Winther Nielsen (født 21. maj 1982 i København) er en dansk journalist, forsker og politisk analytiker. Han er i dag stifter og direktør i INVI - Institut for vilde problemer og medlem af bestyrelsen i Planetary Impact Ventures. Han er tidligere direktør i Djøf og kendt som vært på DR2 Deadline.

## Baggrund, uddannelse og forskning
Sigge Winther Nielsen er uddannet cand.scient.pol. og ph.d. i statskundskab fra Københavns Universitet. Han har været gæsteforsker og fulbright scholar ved Columbia University i New York og University of California, Berkeley.
Han forskede i parti- og vælgeradfærd ud fra politisk marketing og politisk psykologi ved Institut for Statskundskab på Københavns Universitet.

## Karriere
Sigge Winther Nielsen har tidligere været politisk analytiker og chef for "Skyggekabinettet", der lavede politiske podcasts på Dagbladet Politiken. Han har desuden arbejdet som embedsmand i Finansministeriet.
Han har været vært på Deadline på DR2, direktør i Djøf og er i dag stifter og direktør i INVI - Institut for vilde problemer. Sigge skriver derudover bøger og holder oplæg om politik og samfund; han har senest udgivet bogen Entreprenørstaten fra 2021. I 2023 udkommer Sigge med en antologi om vilde problemer.